# Natasha Thomas
Natasha Thomas (født 27. september 1986 i Roskilde) er en dansk sangerinde og model. Hun debuterede som 12-årig med sangen "Killing Me Softly with His Song". Senere er der kommet mange andre hits til, men af de største kan nævnes "It's Over Now" og "Save Your Kisses for Me".
Natasha Thomas er ikke ret kendt i Danmark, mens hun hitter stort i f.eks. Tyskland.
Desuden har hun været housemodel for det kendte, franske mærke Lacoste.